# 愛爾眼科
愛爾眼科醫院集團股份有限公司，簡稱愛爾眼科醫院、愛爾眼科（英語：Aier Eye Hospital Group Company Limited，深交所：300015），於2003年由陳邦（董事長和總經理），於长沙市高新开发区隆平高科技园内（總部）設立，當時名為「长沙爱尔眼科医院有限公司」、「长沙爱尔眼科医院集团有限公司」，以及「爱尔眼科医院集团有限公司」。
現時業務在國內經營专业眼科医院，招股價為28元人民幣，發行股份為3,350萬股，而集資額為93,800万元人民幣，股份則在2009年10月30日於深圳證券交易所創業板上市。
2019年，公司实现营业收入99.90亿元，同比增长24.74%；实现净利润13.79亿元，同比增长36.67%。

## 知名员工
- 付雪洁，原武汉市中心医院眼科医生李文亮遗孀，任职于武汉爱尔眼科医院[5]。

## 争议
2020年12月底，在2019冠状病毒病中国大陆疫情期间被稱為疫情「吹哨人」之一的醫師艾芬，指控武漢大學附屬愛爾眼科醫院誤診，造成她失明。随后，愛爾眼科已成立工作組調查事件，更稱願意幫助其後續治療。1月4日，爱尔眼科医院发布相关核查报告称，艾芬女士右眼视网膜脱离与本次白内障手术无直接关联。而在早前，中国大陆其他地市的愛爾眼科醫院曾因醫療糾紛被患者告上法庭並被判賠。2023年6月19日，艾芬依据武汉市中级人民法院二审判决在微博公开致歉，她声称自己会申请再审。
2023年12月19日，艾芬发文爆料称，一老人在贵港爱尔眼科医院手术中遭医生冯某某捶打，消息随后开始在网络流传。12月21日，贵港市卫健委对初步调查情况进行了通报。通报说，该视频为2019年12月12日，贵港爱尔眼科医院医师冯某某给患者覃某某进行局麻下左眼非正常晶体摘除术+玻璃体切割术的监控记录。监控视频显示，医师冯某某在手术过程中有用右手拳头捶打患者覃某某头部的情形。经向患者家属了解，术后患者覃某某额头有淤青症状，到其他医院检查，结果无异常。医师冯某某已向患者覃某某当面道歉并取得谅解。因双方已达成和解，故医院未将此事件上报。贵港市卫健委已责令贵港爱尔眼科医院暂停冯某某的业务院长职务，继续接受调查。此前，贵港爱尔眼科医院于20日发表声明称，由于是局部麻醉，患者有手术不耐受，伸手试图摸眼部，医生情急之中用手锤压提醒患者，不存在伤害患者的动机和行为。12月21日深夜，爱尔眼科在微博发布声明称，涉事医生粗暴对待患者的行为，已严重违反医疗机构从业人员行为规范。集团已于21日下午免去贵港爱尔CEO职务，暂停院长职务，两人均接受进一步调查。23日，艾芬又发文说贵港爱尔眼科医院涉嫌贿赂公职人员，随后贵港市纪委成立调查组对相关情况开展调查。